# Otto August Malmborg
Otto August Malmborg, född 28 juli 1795 på Sveaborgs fästning, död 21 maj 1864 på Lilla Våxnäs i Karlstad, var en svensk militär och konstnär.

## Biografi
År 1807, vid tolv års ålder, antogs den unge Malmborg till kadett vid Haapaniemi kadettskola i Finland.  Efter krigsutbrottet 1808 lämnade Malmborg denna post. Han användes 1811 som topograf och civilingenjör vid Göta kanal och utnämndes 1812 till underlöjtnant vid ingenjörskårens fältmätningsbrigad. Han anställdes som topografofficer i fältmarskalken von Stedingks stab vid norra tyska armén och gjorde med honom 1813 och 1813 års fälttåg. Under fälttåget 1813–1814 deltog Malmborg i slagen vid Grossbeeren, Dennewitz och Leipzig samt i striderna utanför Lübeck den 5 december 1813. Han avlade officersexamen 1817 och blev löjtnant 1818, ordonnansofficer hos kronprinsen 1819, kapten vid Livbeväringsregementet 1821 och adjutant hos kronprinsen 1823. Malmborg användes därefter en tid för diplomatiska uppdrag. Han var attaché vid svenska beskickningen i Konstantinopel 1824–1826 och ambassadkavaljer vid beskickningen till kejsar Nikolaus I:s av Ryssland kröning i Moskva 1826. År 1827 sändes Malmborg på en beskickning till Wien. Som konstnär utförde han bland annat en serie akvareller med motiv från Konstantinopel under sin tid som attaché där. Malmborg blev major i armén 1827, major och bataljonschef vid Livbeväringsregementet 1829, förste major vid Värmlands regemente 1831, överstelöjtnant där 1832, överste i armén 1840, överste och chef för Värmlands regemente samma år. Han beviljades avsked från adjutantsbeställningen hos kungen 1848 och befordrades till generalmajor i armén 1849. Malmborg var chef för svensk-norska ockupationskåren i norra Slesvig 1849–1850 och blev generalbefälhavare i Tredje militärdistriktet. Han befordrades till generallöjtnant i armén 1862 och beviljades avsked från generalbefälet samma år.

### Familj
Otto August Malmborg var son till överstelöjtnanten Per Adolf Malmborg och Lovisa Fredrika Toll samt bror till Johan Fredrik Malmborg. Han var från 1830 gift med Sara Augusta von Gerdten. De var föräldrar till Emil Adolf Malmborg. Otto August Malmborg är begraven på Västra kyrkogården i Karlstad.

## Utmärkelser
- Riddare av Svärdsorden – 5 november 1826
- Adlad – 29 oktober 1842
- Storkors av danska Dannebrogorden – 28 juli 1850
- Kommendör av Svärdsorden – 21 augusti 1850
- Karl Johansmedaljen – 4 november 1854
- Kommendör med Stora Korset av Svärdsorden – 1 december 1857
- Storkors av norska Sankt Olavs orden – 4 juli 1858